# Pleyel et Cie

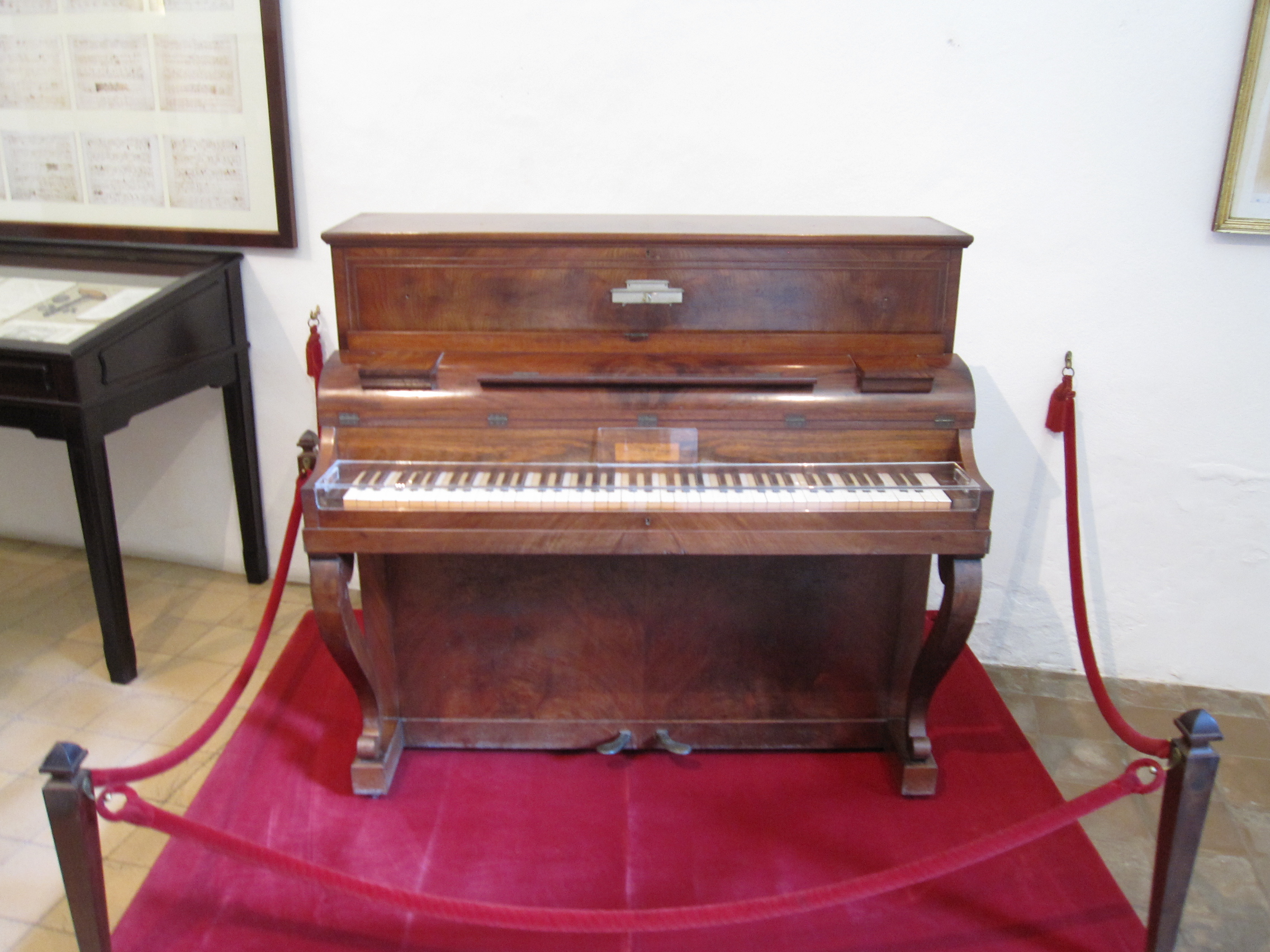
Đàn piano Pleyel của Chopin ở Phòng số 4 tại Tu viện Valldemossa ở Majorca

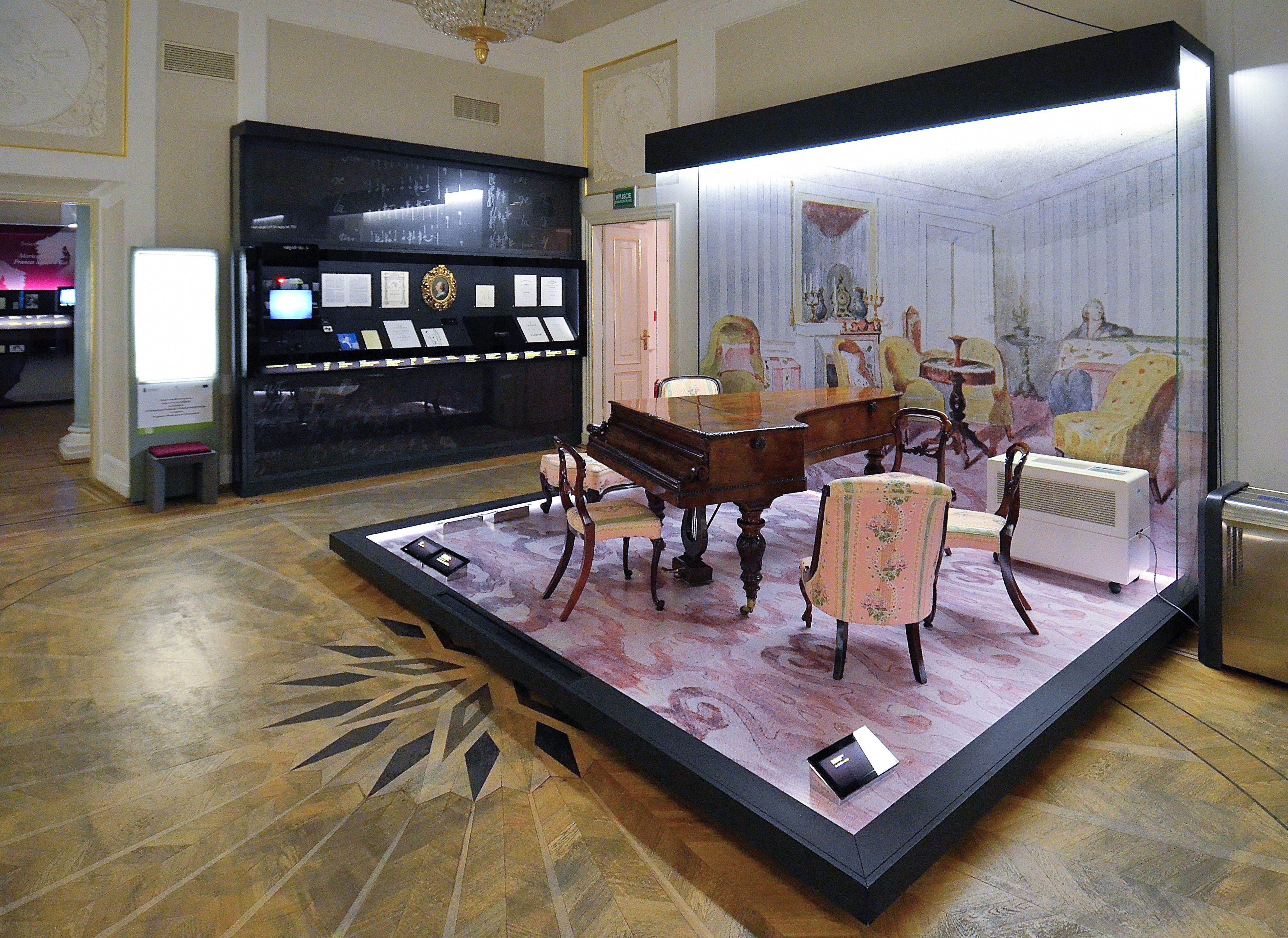
Đàn piano cuối cùng của Chopin do công ty Pleyel sản xuất (số 14810), trưng bày tại [https://muzeum.nifc.pl/en// Bảo tàng Fryderyk Chopin ở Warsaw

Pleyel et Cie. ("Pleyel and Company") là một công ty sản xuất đàn piano của Pháp do nhà soạn nhạc Ignaz Pleyel thành lập năm 1807. Năm 1815, con trai của Pleyel là Camille gia nhập công ty với tư cách là một đối tác kinh doanh. Những cây đàn của Pleyel được nhà soạn nhạc nổi tiếng Frederic Chopin đánh giá là « non plus ultra » («không có gì tốt hơn»). Đàn piano Pleyel là sự lựa chọn của các nhà soạn nhạc như Debussy, Saint-Saëns, Ravel, Manuel de Falla, Stravinsky cũng như các nghệ sĩ và giảng viên piano Alfred Cortot, Philip Manuel và Gavin Williamson. Vào những năm 1980, công ty Pleyel đã mua lại các công ty sản xuất piano là Erard và Gaveau ở Pháp. Năm 2008, công ty đã cho ra mắt những cây đàn piano mới được thiết kế bởi các nhà thiết kế nổi tiếng. Một cây đàn piano sau khi được lắp ráp hoàn chỉnh sẽ nhận được thêm 30–40 giờ tinh chỉnh. Vào cuối năm 2013, công ty tuyên bố ngừng sản xuất đàn piano ở Pháp.
Vào tháng 9 năm 2009, nhà chế tạo đàn piano Paul McNulty đã chế tạo một bản sao của mẫu đàn piano Pleyel năm 1830. Hiện cây đàn này nằm trong bộ sưu tập của Viện Fryderyk Chopin ở Warsaw và được sử dụng trong Cuộc thi Chopin quốc tế lần thứ nhất trên các nhạc cụ thời xưa  vào tháng 9 năm 2018.